# Odiáxere
Odiáxere es una freguesia portuguesa del concelho de Lagos, con 91,83 km² de superficie y 5.522 habitantes (2001). Su densidad de población es de 89,2 hab/km².